# Clyde (Teksas)
Clyde – miasto w Stanach Zjednoczonych, w stanie Teksas, w hrabstwie Callahan.